# 24269 Kittappa
24269 Kittappa este un asteroid din centura principală de asteroizi.

## Descriere
24269 Kittappa este un asteroid din centura principală de asteroizi. A fost descoperit pe 8 decembrie 1999 la Socorro, New Mexico, în cadrul proiectului LINEAR. Asteroidul prezintă o orbită caracterizată de o semiaxă mare de 2,40 ua, o excentricitate de 0,06 și o înclinație de 6,3° în raport cu ecliptica.